# Dhalamanára
Dhalamanára är en ort i Grekland.   Den ligger i prefekturen Nomós Argolídos och regionen Peloponnesos, i den södra delen av landet, 90 km väster om huvudstaden Aten. Dhalamanára ligger 34 meter över havet och antalet invånare är 877.
Terrängen runt Dhalamanára är kuperad österut, men västerut är den platt. En vik av havet är nära Dhalamanára söderut. Runt Dhalamanára är det tätbefolkat, med 257 invånare per kvadratkilometer. Närmaste större samhälle är Argos, 3,6 km nordväst om Dhalamanára. Trakten runt Dhalamanára består till största delen av jordbruksmark.